# Gradska vijećnica u Sarajevu
Gradska vijećnica se nalazi u Sarajevu nedaleko od Baščaršije na Mustaj-pašinom mejdanu i predstavlja najljepši i najreprezentativniji objekt iz austro-ugarskog perioda građen u pseudomaurskom stilu. U ovom stilu rađena je većina objekata što ih je u Sarajevu ostavila austro-ugarska vlast, a sinonim je za austrougarski period u Bosni i Hercegovini i zaštitni znak tog vremena. Godine 2006. ova građevina proglašena je nacionalnim spomenikom Bosne i Hercegovine.

## Povijest
Prvi projekt Vijećnice u Sarajevu je uradio Karlo Paržik,  a kako se ovaj nije svidio ministru Benjaminu Kallayu, izrada novog je povjerena Alexandru Witteku. Kao uzor u izradi ovog projekta poslužila mu je džamija Kemala II. zbog čega je dva puta odlazio u Kairo. Kako je Witek navodno, upravo zbog ovog projekta (nedovoljnog osvjetljenja u glavnoj auli zgrade), umno obolio i izvršio samoubojstvo, završetak njegovog projekta je povjeren 1894. godine Ćirilu M. Ivekoviću. Zajedno s izradom i razradom projekta tekla je i izgradnja objekta od 1892. do 1894. godine. Gradska vijećnica službeno je krenula s upotrebom 1896. godine.
Dana 25. i 26. kolovoza 1992. godine JNA i VRS zapallili su zgradu Vijećnice, a u vatrenoj stihiji nestao je Katalog nacionalne i sveučilišne knižnice Bosne i Hercegovine, oko 80 posto knjižnog fonda i dokumenata koji svjedoče o povijesti BiH. Unutrašnjost vijećnice je gotovo potpuno uništena u požaru koji je uslijedio nakon granatiranja. Nakon što je obnovljena Vijećnica je ponovo otvorena devetog svibnja 2014. godine.

## Vanjske povezice
- Vijećnica